# Pantano Gariffi
Il pantano Gariffi era la più grande superficie lacustre naturale della provincia di Ragusa. Aveva una superficie di circa 300 Ha e conteneva acqua dolce contrariamente al pantano Longarini che ancora oggi contiene acqua salata. La zona, contrariamente a quanto accadeva fino agli anni cinquanta del XX secolo, è stata bonificata e le acque esistono soltanto nella stagione invernale e sono dovute alle piogge che riempiono questa depressione naturale. Con il sopraggiungere della bella stagione evaporano lasciando il posto al letto secco coperto da rada vegetazione di macchia mediterranea.
In queste acque si trovano anche dei pesci di cui carpe, tinche, anguille e anche qualche black.